# Alan Rollinson
Alan Rollinson (Walsall, Staffordshire, 15 mei 1943 - 2 juni 2019) was een Brits Formule 1-coureur. Hij nam deel aan zijn thuisrace in 1965 voor het team Cooper, maar wist zich niet te kwalificeren.